# エレナ・ミラシナ
エレナ・ミラシナ（ロシア語: Еле́на Вале́рьевна Мила́шина、1978年1月9日 - ）は、ロシアのジャーナリスト。ノーヴァヤ・ガゼータ紙の調査報道記者として、チェチェン共和国での人権侵害や同性愛者弾圧などを暴露してきた。そのために何度も脅迫や暴行を受けているが、真実と正義を求める姿勢を貫いている。国際女性メディア財団や国際記者団体連盟などから多くの賞を受賞している。

## 経歴
エレナ・ミラシナは1978年1月9日にロシア モスクワで生まれた。2000年にロシア国立大学ジャーナリズム学部を卒業した後、ノーヴァヤ・ガゼータ紙に入社した。同紙では、チェチェン共和国での人権侵害や同性愛者弾圧、ウクライナ紛争や新型コロナウイルス感染症の対応など、ロシア政府や権力者に批判的な調査報道を行ってきた。
2006年には、同僚で友人でもあったジャーナリストのアンナ・ポリトコフスカヤが暗殺された事件を追及した。ポリトコフスカヤはチェチェン共和国での戦争犯罪や人権侵害を告発していたが、その報道が原因で命を狙われていた。ミラシナはポリトコフスカヤの遺志を継いで、チェチェン共和国での取材を続けた。
2017年には、チェチェン共和国で同性愛者が拷問や殺害の対象となっていることをスクープした。この報道は国際的な反響を呼び、欧州評議会や国際連合などが調査や対策を求めた。しかし、チェチェン共和国のラムザン・カディロフ首長はこの報道を否定し、ミラシナに対して暴言や脅迫を繰り返した。ミラシナはその後も同性愛者の救出活動や人権団体の支援を行った。
2020年2月には、チェチェン共和国で弁護士のマリナ・ドゥブロヴィナと一緒にホテルに宿泊していた際に、何者かに襲撃された。ミラシナは顔や胸を殴られ、ドゥブロヴィナは鼻を折られた。2人はカディロフ首長の人権侵害について告発したブロガーの裁判を傍聴する予定だった。
2023年7月4日には、再びチェチェン共和国を訪れた際に、弁護士のアレクサンドル・ネモフと一緒に空港近くで襲撃された。顔を覆った男たちにプラスチックパイプで殴られたり、髪の毛をそられたり、緑色の染料をかけられたりした。2人はカディロフ首長を批判して亡命した3兄弟の母親に対する裁判を傍聴する予定だったが、襲撃によって阻まれた。

## 受賞歴
エレナ・ミラシナは勇敢なジャーナリズム活動に対して多くの賞を受賞している。主なものは以下の通り。
- 国際女性メディア財団 Courage in Journalism Award（2013年）
- 国際記者団体連盟 World Press Freedom Hero（2017年）
- 国際女性メディア財団 Lifetime Achievement Award（2020年）